# Lijst van zoogdieren op Fiji
Dit is een lijst van inheemse zoogdieren die voorkomen op Fiji.

## OrdeVleermuizen(Chiroptera)

### FamilieGrote vleermuizen(Pteropodidae)
- Fijiapenkopvleermuis (Mirimiri acrodonta)[1]
- Notopteris macdonaldi
- Pteropus samoensis
- Tongavleerhond (Pteropus tonganus)

### FamilieSchedestaartvleermuizen(Emballonuridae)
- Emballonura semicaudata

### FamilieBulvleermuizen(Molossidae)
- Chaerephon bregullae

## Geïntroduceerde dieren

### FamilieHertachtigen(Cervidae)
- Damhert (Dama dama)

### FamilieMangoesten(Herpestidae)
- Herpestes fuscus
- Indische mangoeste (Herpestes javanicus)

### FamilieMuisachtigen(Muridae)
- Polynesische rat (Rattus exulans)
- Aziatische zwarte rat (Rattus tanezumi)

### FamilieVarkens(Suidae)
- Wild Zwijn (Sus scrofa)